# Coupe d'Espagne de football
La Coupe du Roi, dont le nom officiel est Campeonato de España-Copa de Su Majestad el Rey est une compétition à élimination directe espagnole.
Cette épreuve a changé plusieurs fois de dénomination officielle : Copa de S.M. El Rey de 1903 à 1932, Copa del Presidente de la República de 1933 à 1936, Copa de la España Libre en 1937, Trofeo de S.E. El Generalísimo en 1939, Copa de S.E. El Generalísimo de 1940 à 1976, Copa de Su Majestad el Rey depuis 1976.
Comme en Angleterre, en Écosse ou en France, cette épreuve a vu le jour avant la mise en place du championnat national ; elle possède pour cette raison une aura particulière.
Le club le plus titré dans cette épreuve est le FC Barcelone avec 32 trophées.

## Histoire
La Coupe d'Espagne naît en 1903 après la Coupe du Couronnement (Copa de la Coronación) initié pour Carlos Padrós, président du Real Madrid, d'honorer le couronnement du nouveau souverain, le jeune Alphonse XIII en faisant se confronter les cinq meilleures équipes de football du pays.
L'Athletic Bilbao se reconnait comme le premier vainqueur de la Coupe du Roi, même si officiellement la Fédération royale espagnole de football ne reconnaît pas la Coupe du Couronnement, qu'elle n'a pas organisée, comme la première coupe officielle.
L'Athletic remporte les deux premières éditions ; l'édition de 1904 étant d'ailleurs remportée sans jouer, tous les clubs madrilènes ayant des problèmes d'organisation.
Jusqu'en 1905, cette compétition est appelée aussi Coupe de la Mairie de Madrid (Copa del Ayuntamiento de Madrid) car organisée par la municipalité de Madrid. À partir de 1906, c'est l'AC Madrid qui gère lui-même ce tournoi qui voit son format évoluer au cours du temps. Sous forme de « Ligue » où chacune des équipes engagées se rencontrent pour les 4 premières éditions, l'année 1907 voit l'introduction d'une phase éliminatoire et d'une finale en un seul match. La première finale en 1907 est remportée ainsi par le club local du Madrid FC (ancien nom du Real Madrid) face à l'Athletic Bilbao (1-0) au stade de l'Hippodrome de Madrid.
Avant 1928 et la création du Championnat d'Espagne de football, cette compétition est la première épreuve d'envergure du pays et est considérée comme un championnat national avant l'heure.
À partir de 1905 et jusqu'en 1932, la Coupe prend le nom du souverain en place, Coupe de Sa Majesté le roi Alphonse XIII (Copa de Su Majestad El Rey Alfonso XIII). Les équipes des divisions inférieures rejoignent rapidement la compétition mais leur nombre est plutôt réduit durant les premières éditions.
À deux reprises, en 1910 et 1913, une scission entre les clubs espagnols a pour conséquence l'organisation de deux compétitions distinctes. L'Union espagnole des clubs de football et de la Fédération espagnole de football, deux associations de clubs alors en pleine rivalité organisent chacun leur compétition, l'UECF Copa et la FEF Copa. En 1910, l'Athletic Bilbao et le FC Barcelone remportent ainsi leur tournoi respectif. Même cas en 1913 où le Real Unión de Irún et le Barça décrochent chacun un titre. La création de la Fédération royale espagnole de football en 1913 met fin à cette situation. Les championnats régionaux deviennent à présent qualificatifs pour la Coupe du Roi, les meilleures équipes de ces compétitions se confrontant par la suite aux meilleurs clubs du pays.
Avec la chute de la monarchie en 1931, la Coupe d'Espagne prend le nom de Coupe du président de la République (Copa del Presidente de la República) à partir de l'édition 1933 et jusqu'en 1936.
En 1937, et malgré la guerre d'Espagne, une compétition est disputée sous le nom de Coupe de l'Espagne libre (Copa de la España Libre) (remportée par Levante UD face au Valence CF) mais la légitimité de cette Coupe est encore remise en question aujourd'hui au vu des nombreux évènements qui ont secoué le pays. En effet, le nombre d'équipes en course et la provenance des équipes en compétition ne peut pas être considéré comme représentative du pays. Des régions entières de la péninsule étaient en effet en guerre. Depuis 80 ans, le titre n'est ainsi pas encore officiellement attribué par la RFEF au club de Levante malgré l'action et la pression de plusieurs députés espagnols en 2007, puis en 2009.
La Coupe d'Espagne n'a pas lieu en 1938 mais est repris en main par la Fédération espagnole dès 1939. Un trophée, offert par Francisco Franco, récompense de nouveau le vainqueur de la compétition et réintègre les clubs des villes à présent épargnées par les combats. Cette Coupe appelée Trophée de S.E. le Généralissime (Trofeo de S.E. El Generalísimo), puis Coupe de S.E. le Généralissime (Copa de S.E. El Generalísimo), est remportée en 1939 par le Séville FC qui devient directement champion d'Espagne, sur décision de la fédération.
À partir de la saison 1960-1961, le vainqueur de la Coupe d'Espagne devient le représentant de l'Espagne à la Coupe d'Europe des vainqueurs de coupe de football. L'Atlético de Madrid remporte d'ailleurs la compétition dès l'entrée en lice d'un club espagnol en 1961-1962.
À la mort du général Franco en 1975 et à la suite du changement de régime politique, la Coupe d'Espagne change de nouveau son nom pour adopter son nom actuel de Coupe du Roi, ce dernier étant chargé de remettre le trophée à son vainqueur. Ce changement est entériné à partir de la saison 1976-1977 année où le Real Betis Balompié remporte la première de ses trois Coupes du Roi.
Pas moins de 9 équipes différentes ont remporté la Coupe du Roi depuis 2002.

## Organisation de la compétition
Actuellement, les 20 équipes de LaLiga, les équipes non-réserves de LaLiga 2, 10 équipes de Primera Federación (les 5 meilleurs équipes non-réserves de chaque groupe), 25 équipes de Segunda Federación (les 5 meilleurs équipes non-réserves de chaque groupe), les 18 champions et les 7 meilleurs vice-champions de la Tercera Federación, des 4 demi-finalistes de la Copa Federación ainsi que les 20 meilleurs clubs non promus des ligues régionales peuvent s'engager dans la compétition. Le nombre de participants dépend du nombre d'équipes réserves présentes en deuxième division, soit un maximum de 126 équipes.
Jusqu'aux quarts de finale inclus, les tours sont disputés sur le terrain de l'équipe jouant dans la division la plus petite et sur une seule manche. Les clubs des ligues régionales disputent un tour préliminaire pour rejoindre le 1er tour. Le club de champion de Primera Federación entrent au second tour (32e de finale) alors que les quatre clubs participant à la Supercoupe d'Espagne, entrent au stade des 16e de finale. Les deux demi-finales sont disputées en matchs aller-retour alors que la finale se joue sur un seul match et sur terrain neutre. Le club vainqueur de l'épreuve est qualifié pour la Ligue Europa et dispute la Supercoupe d'Espagne la saison suivante en compagnie du finaliste de la Coupe d'Espagne, du champion de LaLiga et de son dauphin.

## Palmarès

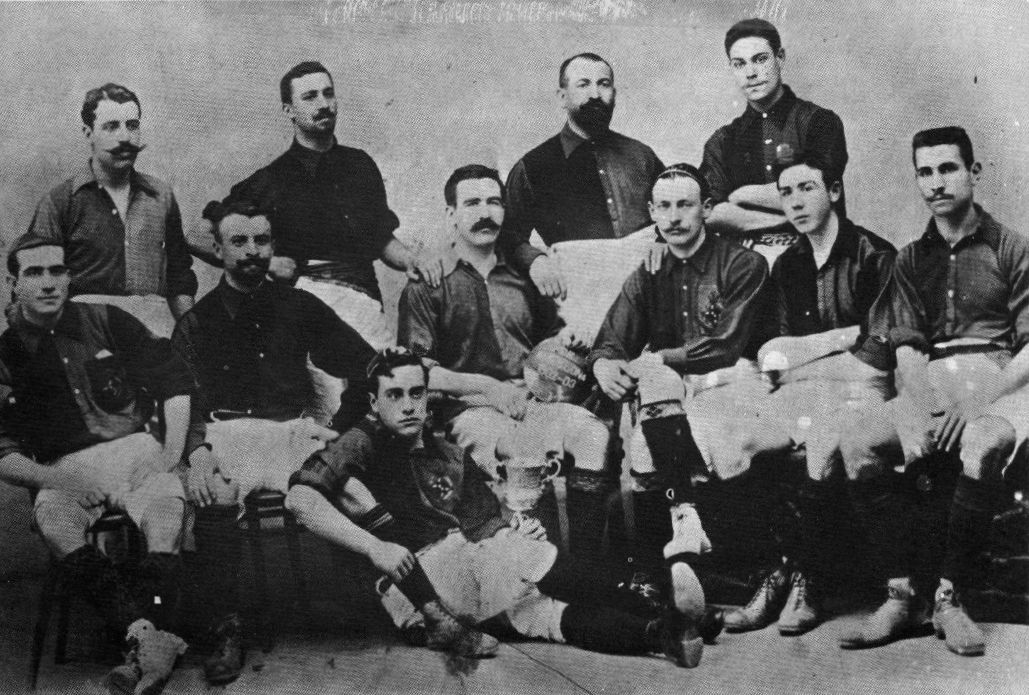
Le Barça finaliste de la Coupe du Couronnement en 1902.

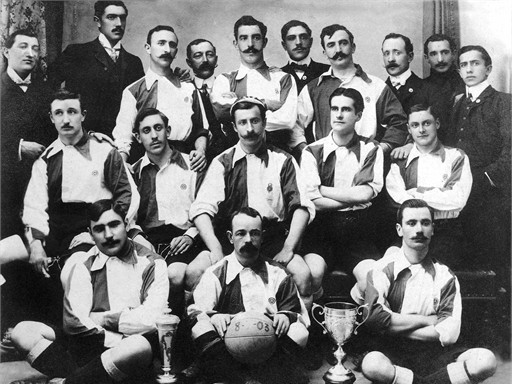
L'équipe de l'Athletic Bilbao, victorieuse de la première édition en 1903.

| Année              | Vainqueur                 | Score              | Finaliste              |
| ------------------ | ------------------------- | ------------------ | ---------------------- |
| 1903               | Athletic Bilbao (1)       | 3 - 2              | Madrid CF              |
| 1904               | Athletic Bilbao (2)       |                    | Pas de finale          |
| 1905               | Madrid CF (1)             | 1 - 0              | Athletic Bilbao        |
| 1906               | Madrid CF (2)             | 4 - 1              | Athletic Bilbao        |
| 1907               | Madrid CF (3)             | 1 - 0              | Club Bizcaya           |
| 1908               | Madrid CF (4)             | 2 - 1              | Real Vigo Sporting     |
| 1909               | Club Ciclista (1)         | 3 - 1              | Club Español de Madrid |
| 1910 (1re édition) | Athletic Bilbao (3)       | 1 - 0              | Vasconia SC            |
| 1910 (2e édition)  | FC Barcelone (1)          | 3 - 2              | Club Español de Madrid |
| 1911               | Athletic Bilbao (4)       | 3 - 1              | CD Español             |
| 1912               | FC Barcelone (2)          | 2 - 0              | Gimnástica Madrid      |
| 1913 (1re édition) | Real Unión de Irún (1)    | 1 - 0              | Athletic Bilbao        |
| 1913 (2e édition)  | FC Barcelone (3)          | 2 - 1              | Real Sociedad          |
| 1914               | Athletic Bilbao (5)       | 2 - 1              | España de Barcelona    |
| 1915               | Athletic Bilbao (6)       | 5 - 0              | Espanyol de Barcelone  |
| 1916               | Athletic Bilbao (7)       | 4 - 0              | Madrid CF              |
| 1917               | Madrid CF (5)             | 2 - 1              | Arenas Guecho          |
| 1918               | Real Unión de Irún (2)    | 2 - 0              | Madrid CF              |
| 1919               | Arenas Guecho (1)         | 5 - 2              | FC Barcelone           |
| 1920               | FC Barcelone (4)          | 2 - 0              | Athletic Bilbao        |
| 1921               | Athletic Bilbao (8)       | 4 - 1              | Atlético de Madrid     |
| 1922               | FC Barcelone (5)          | 5 - 1              | Real Unión de Irún     |
| 1923               | Athletic Bilbao (9)       | 1 - 0              | CE Europa              |
| 1924               | Real Unión de Irún (3)    | 1 - 0              | Real Madrid            |
| 1925               | FC Barcelone (6)          | 2 - 0              | Arenas Guecho          |
| 1926               | FC Barcelone (7)          | 8 - 2              | Atlético de Madrid     |
| 1927               | Real Unión de Irún (4)    | 1 - 0              | Arenas Guecho          |
| 1928               | FC Barcelone (8)          | 3 - 1              | Real Sociedad          |
| 1929               | Espanyol de Barcelone (1) | 2 - 1              | Real Madrid            |
| 1930               | Athletic Bilbao (10)      | 3 - 2              | Real Madrid            |
| 1931               | Athletic Bilbao (11)      | 3 - 1              | Betis Séville          |
| 1932               | Athletic Bilbao (12)      | 1 - 0              | FC Barcelone           |
| 1933               | Athletic Bilbao (13)      | 2 - 1              | Madrid CF              |
| 1934               | Madrid CF (6)             | 2 - 1              | Valence CF             |
| 1935               | Séville FC (1)            | 3 - 0              | CE Sabadell            |
| 1936               | Madrid CF (7)             | 6 - 2              | FC Barcelone           |
| 1937               | Levante UD (1)            | 1 - 0              | Valence CF             |
| 1939               | Séville FC (2)            | 6 - 2              | Racing de Ferrol       |
| 1940               | Espanyol Barcelone (2)    | 8 - 2              | Real Madrid            |
| 1941               | Valence CF (1)            | 3 - 1              | Espanyol de Barcelone  |
| 1942               | FC Barcelone (9)          | 4 - 3              | Athletic Bilbao        |
| 1943               | Athletic Bilbao (14)      | 1 - 0              | Real Madrid            |
| 1944               | Athletic Bilbao (15)      | 2 - 0              | Valence CF             |
| 1945               | Athletic Bilbao (16)      | 3 - 2              | Valence CF             |
| 1946               | Real Madrid (8)           | 3 - 1              | Valence CF             |
| 1947               | Real Madrid (9)           | 2 - 0              | Espanyol de Barcelone  |
| 1948               | Séville FC (3)            | 4 - 1              | Celta de Vigo          |
| 1949               | Valence CF (2)            | 1 - 0              | Athletic Bilbao        |
| 1950               | Athletic Bilbao (17)      | 4 - 1              | Real Valladolid        |
| 1951               | FC Barcelone (10)         | 3 - 0              | Real Sociedad          |
| 1952               | FC Barcelone (11)         | 4 - 2              | Valence CF             |
| 1953               | FC Barcelone (12)         | 2 - 1              | Athletic Bilbao        |
| 1954               | Valence CF (3)            | 3 - 0              | FC Barcelone           |
| 1955               | Athletic Bilbao (18)      | 1 - 0              | Séville FC             |
| 1956               | Athletic Bilbao (19)      | 2 - 1              | Atlético de Madrid     |
| 1957               | FC Barcelone (13)         | 1 - 0              | Espanyol de Barcelone  |
| 1958               | Athletic Bilbao (20)      | 2 - 0              | Real Madrid            |
| 1959               | FC Barcelone (14)         | 4 - 1              | Grenade CF             |
| 1960               | Atlético de Madrid (1)    | 3 - 1              | Real Madrid            |
| 1961               | Atlético de Madrid (2)    | 3 - 2              | Real Madrid            |
| 1962               | Real Madrid (10)          | 2 - 1              | Séville FC             |
| 1963               | FC Barcelone (15)         | 3 - 1              | Real Saragosse         |
| 1964               | Real Saragosse (1)        | 2 - 1              | Atlético de Madrid     |
| 1965               | Atlético de Madrid (3)    | 1 - 0              | Real Saragosse         |
| 1966               | Real Saragosse (2)        | 2 - 0              | Athletic Bilbao        |
| 1967               | Valence CF (4)            | 2 - 1              | Athletic Bilbao        |
| 1968               | FC Barcelone (16)         | 1 - 0              | Real Madrid            |
| 1969               | Athletic Bilbao (21)      | 1 - 0              | Elche CF               |
| 1970               | Real Madrid (11)          | 3 - 1              | Valence CF             |
| 1971               | FC Barcelone (17)         | 4 - 3 (ap)         | Valence CF             |
| 1972               | Atlético de Madrid (4)    | 2 - 1              | Valence CF             |
| 1973               | Athletic Bilbao (22)      | 2 - 0              | CD Castellón           |
| 1974               | Real Madrid (12)          | 4 - 0              | FC Barcelone           |
| 1975               | Real Madrid (13)          | 0 - 0 (tab)        | Atlético de Madrid     |
| 1976               | Atlético de Madrid (5)    | 1 - 0              | Real Saragosse         |
| 1977               | Betis Séville (1)         | 2 - 2 (tab)        | Athletic Bilbao        |
| 1978               | FC Barcelone (18)         | 3 - 1              | UD Las Palmas          |
| 1979               | Valence CF (5)            | 2 - 0              | Real Madrid            |
| 1980               | Real Madrid (14)          | 6 - 1              | Castilla CF            |
| 1981               | FC Barcelone (19)         | 3 - 1              | Real Sporting de Gijón |
| 1982               | Real Madrid (15)          | 2 - 1              | Real Sporting de Gijón |
| 1983               | FC Barcelone (20)         | 2 - 1              | Real Madrid            |
| 1984               | Athletic Bilbao (23)      | 1 - 0              | FC Barcelone           |
| 1985               | Atlético de Madrid (6)    | 2 - 1              | Athletic Bilbao        |
| 1986               | Real Saragosse (3)        | 1 - 0              | FC Barcelone           |
| 1987               | Real Sociedad (2)         | 2 - 2 (tab)        | Atlético de Madrid     |
| 1988               | FC Barcelone (21)         | 1 - 0              | Real Sociedad          |
| 1989               | Real Madrid (16)          | 1 - 0              | Real Valladolid        |
| 1990               | FC Barcelone (22)         | 2 - 0              | Real Madrid            |
| 1991               | Atlético de Madrid (7)    | 1 - 0              | RCD Majorque           |
| 1992               | Atlético de Madrid (8)    | 2 - 0              | Real Madrid            |
| 1993               | Real Madrid (17)          | 2 - 0              | Real Saragosse         |
| 1994               | Real Saragosse (4)        | 0 - 0 (tab)        | Celta de Vigo          |
| 1995               | Deportivo La Corogne (1)  | 2 - 1              | Valence CF             |
| 1996               | Atlético de Madrid (9)    | 1 - 0 (ap)         | FC Barcelone           |
| 1997               | FC Barcelone (23)         | 3 - 2 (ap)         | Betis Séville          |
| 1998               | FC Barcelone (24)         | 1 - 1 (tab, 5 - 4) | RCD Majorque           |
| 1999               | Valence CF (6)            | 3 - 0              | Atlético de Madrid     |
| 2000               | Espanyol de Barcelone (3) | 2 - 1              | Atlético de Madrid     |
| 2001               | Real Saragosse (5)        | 3 - 1              | Celta de Vigo          |
| 2002               | Deportivo La Corogne (2)  | 2 - 1              | Real Madrid            |
| 2003               | RCD Majorque (1)          | 3 - 0              | Recreativo de Huelva   |
| 2004               | Real Saragosse (6)        | 3 - 2 (ap)         | Real Madrid            |
| 2005               | Betis Séville (2)         | 2 - 1 (ap)         | CA Osasuna             |
| 2006               | Espanyol de Barcelone (4) | 4 - 1              | Real Saragosse         |
| 2007               | Séville FC (4)            | 1 - 0              | Getafe CF              |
| 2008               | Valence CF (7)            | 3 - 1              | Getafe CF              |
| 2009               | FC Barcelone (25)         | 4 - 1              | Athletic Bilbao        |
| 2010               | Séville FC (5)            | 2 - 0              | Atlético de Madrid     |
| 2011               | Real Madrid (18)          | 1 - 0 (ap)         | FC Barcelone           |
| 2012               | FC Barcelone (26)         | 3 - 0              | Athletic Bilbao        |
| 2013               | Atlético de Madrid (10)   | 2 - 1 (ap)         | Real Madrid            |
| 2014               | Real Madrid (19)          | 2 - 1              | FC Barcelone           |
| 2015               | FC Barcelone (27)         | 3 - 1              | Athletic Bilbao        |
| 2016               | FC Barcelone (28)         | 2 - 0 (ap)         | Séville FC             |
| 2017               | FC Barcelone (29)         | 3 - 1              | Deportivo Alavés       |
| 2018               | FC Barcelone (30)         | 5 - 0              | Séville FC             |
| 2019               | Valence CF (8)            | 2 - 1              | FC Barcelone           |
| 2020               | Real Sociedad (3)         | 1 - 0              | Athletic Bilbao        |
| 2021               | FC Barcelone (31)         | 4 - 0              | Athletic Bilbao        |
| 2022               | Betis Séville (3)         | 1 - 1 (tab, 5 - 4) | Valence CF             |
| 2023               | Real Madrid (20)          | 2 - 1              | CA Osasuna             |
| 2024               | Athletic Bilbao (24)      | 1 - 1 (tab, 4 - 2) | RCD Majorque           |
| 2025               | FC Barcelone (32)         | 3 - 2 (ap)         | Real Madrid            |

## Statistiques par club
| Club                   | Vainqueur | Finaliste | Années des victoires |
| ---------------------- | --------- | --------- | --- |
| FC Barcelone           | 32        | 11        | 1910, 1912, 1913, 1920, 1922, 1925, 1926, 1928, 1942, 1951, 1952, 1953, 1957, 1959, 1963, 1968, 1971, 1978, 1981, 1983, 1988, 1990, 1997, 1998, 2009, 2012, 2015, 2016, 2017, 2018, 2021, 2025 |
| Athletic Bilbao        | 24        | 16        | 1903, 1904, 1910, 1911, 1914, 1915, 1916, 1921, 1923, 1930, 1931, 1932, 1933, 1943, 1944, 1945, 1950, 1955, 1956, 1958, 1969, 1973, 1984, 2024                                                 |
| Real Madrid            | 20        | 21        | 1905, 1906, 1907, 1908, 1917, 1934, 1936, 1946, 1947, 1962, 1970, 1974, 1975, 1980, 1982, 1989, 1993, 2011, 2014, 2023                                                                         |
| Atlético de Madrid     | 10        | 9         | 1960, 1961, 1965, 1972, 1976, 1985, 1991, 1992, 1996, 2013 |
| Valence CF             | 8         | 10        | 1941, 1949, 1954, 1967, 1979, 1999, 2008, 2019 |
| Real Saragosse         | 6         | 5         | 1964, 1966, 1986, 1994, 2001, 2004 |
| Séville FC             | 5         | 4         | 1935, 1939, 1948, 2007, 2010 |
| Espanyol de Barcelone  | 4         | 5         | 1929, 1940, 2000, 2006 |
| Real Unión de Irún     | 4         | 1         | 1913, 1918, 1924, 1927 |
| Real Sociedad          | 3         | 5         | 1909, 1987, 2020 |
| Betis Séville          | 3         | 2         | 1977, 2005, 2022 |
| Deportivo La Corogne   | 2         | -         | 1995, 2002 |
| Arenas Guecho          | 1         | 3         | 1919 |
| RCD Majorque           | 1         | 3         | 2003 |
| Levante UD             | 1         | -         | 1937 |
| Celta de Vigo          | -         | 3         | - |
| CA Osasuna             | -         | 2         | - |
| Español de Madrid      | -         | 2         | - |
| Getafe CF              | -         | 2         | - |
| Real Sporting de Gijón | -         | 2         | - |
| Real Valladolid        | -         | 2         | - |
| Club Vizcaya           | -         | 1         | - |
| Castilla CF            | -         | 1         | - |
| CD Castellón           | -         | 1         | - |
| Elche CF               | -         | 1         | - |
| España de Barcelona    | -         | 1         | - |
| CE Europa              | -         | 1         | - |
| Gymnaste de Madrid     | -         | 1         | - |
| Grenade CF             | -         | 1         | - |
| UD Las Palmas          | -         | 1         | - |
| Racing de Ferrol       | -         | 1         | - |
| Recreativo de Huelva   | -         | 1         | - |
| Sporting Vigo          | -         | 1         | - |

## Records
- Plus grand nombre de trophées consécutifs : 4, Madrid CF (1905-1908), Athletic Bilbao (1930-1933) et FC Barcelone (2015-2018).
- Plus grand nombre de finales consécutives : 6, FC Barcelone (2014-2019).
- Seuls trois clubs ont remporté la Coupe d'Espagne en gagnant tous les matchs : le FC Barcelone (en 1926 et 2015), l'Athletic Bilbao (en 1932) et Valence CF (en 1954).

| Records                                | Noms                                                 |
| Plus grand nombre de matchs            | Piru Gaínza 99 matchs.                               |
| Joueur avec le plus de titres          | Piru Gaínza et Lionel Messi 7 titres.                |
| Meilleur buteur de la compétition      | Telmo Zarra 81 buts en 74 matchs.                    |
| Meilleur buteur sur une saison         | László Kubala 12 buts lors de la saison 1951-1952.   |
| Meilleur buteur sur un match           | Eulogio Martínez 7 buts en 1956.                     |
| Plus grand nombre de finales disputées | Lionel Messi 10 finales.                             |
| Plus grand nombre de buts en un match  | Real Murcie 14 - Cieza Promesas 0 10 septembre 1992. |

## Trophées en propriété
Le vainqueur de la Coupe conserve le trophée pendant une année puis le cède au vainqueur suivant. Après avoir rendu le trophée, les clubs n'ont le droit d'exhiber dans leurs vitrines qu'une réplique à échelle réduite du trophée original. Cependant, tout club ayant remporté trois fois consécutivement ou cinq fois de façon non consécutive la Coupe du Roi conserve le trophée définitivement. En avril 2018, un total de quatorze trophées ont été accordés en propriété. Les cinq clubs en possession d'au moins un trophée, à titre définitif, sont :
- FC Barcelone, six trophées. Barcelone possède les trophées nº 3, 8, 9, 11, 13 et 14. Quatre d'entre eux furent gagnés en tant que quintuple champion (périodes 1917-1928, 1954-1971, 1977-1990 et 1997-2015). Les deux autres furent gagnés en remportant trois fois consécutivement la Coupe (1951, 1952 et 1953 ; 2016, 2017 et 2018).
- Athletic Bilbao, trois trophées, les nº 2, 4 et 7 ; les trois remportés en tant que triples vainqueurs consécutifs (1914-1915-1916, 1930-1931-1932 et 1943-1944-1945).
- Real Madrid, deux trophées, le nº 1 et 5. Le premier fut gagné en remportant trois fois de suite la Coupe (1905, 1906 et 1907); celui de 1936 est gagné en raison du changement de format de la compétition.
- Séville FC, deux trophées, le nº 6 et 12, qui correspondent à la première édition de la Copa de S. E. El Generalísimo laquelle est donnée en propriété en 1939, et à la Copa del Rey disputée lors de la saison 2009-2010 donnée de façon exceptionnelle en raison du titre de champion du monde obtenu par l'Espagne.
- Atlético de Madrid, un trophée, le nº 10 qui correspond à la Copa del Generalísimo, en tant que champion en 1976 et le changement de régime politique.

### Cycle actuel
Le trophée n°14 est gagné de manière définitive par le FC Barcelone, le 21 avril 2018. Le trophée n°15 est mis en jeu la saison suivante.